# 左权县
左权县位于中国山西省晋中市东南部。原名辽县，抗日战争时期，曾经作为中共八路军总指挥部所在地。八路军前方总部旧址即位于麻田镇，八路军副总参谋长左权将军在此牺牲，为纪念左权，特将此地更名为「左权县」。左权县面积2028平方公里，县人民政府驻辽阳镇。

## 历史
隋代开皇十六年（596年）置辽州。治所在乐平县（今昔阳县西南）。大业初废。唐代初期复置，迁移治所到辽山县。辖境相当今山西左权、和顺、榆社等县地。明代洪武初升为辽州直隶州。1912年，全国废府州厅改县，改为辽县。1942年，中共政权改为「左权县」。国民政府仍称辽县，至中共政权取得第二次国共内战胜利，左权县彻底取代辽县。

## 行政区划
左权县下辖5个镇、5个乡：
辽阳镇、桐峪镇、麻田镇、芹泉镇、拐儿镇、寒王乡、石匣乡、羊角乡和城区街道。

## 人口
根據第七次人口普查數據，截至2020年11月1日零時，左權縣常住人口為144519人。

## 交通
- 铁路：阳涉铁路左权站
- 公路： 207国道、 340国道过境。

## 名胜古迹
- 全国重点文物保护单位4项：八路军前方总部旧址、左权文庙大成殿、苇则寿圣寺、寺坪普照寺大殿
- 山西省文物保护单位9项：左权将军殉难处、山庄新华日报社旧址、南会八路军前方总部旧址、晋冀鲁豫边区临时参议会旧址、栗城寿圣寺、八路军兵工厂高峪旧址、八路军兵工厂杨家庄旧址、八路军129师野战卫生所旧址、八路军总部军事测绘室河北沟旧址
- 晋中市文物保护单位3项：左权钟鼓楼、左权三元阁、辽县礼拜堂
- 左权县文物保护单位：多处

## 特产
左权绵核桃：中国地理标志产品。保护区域为左权县麻田镇、拐儿镇、芹泉镇、桐峪镇、粟城乡等5个乡镇现辖行政区域。